# Trinity Episcopal Church (Columbia)

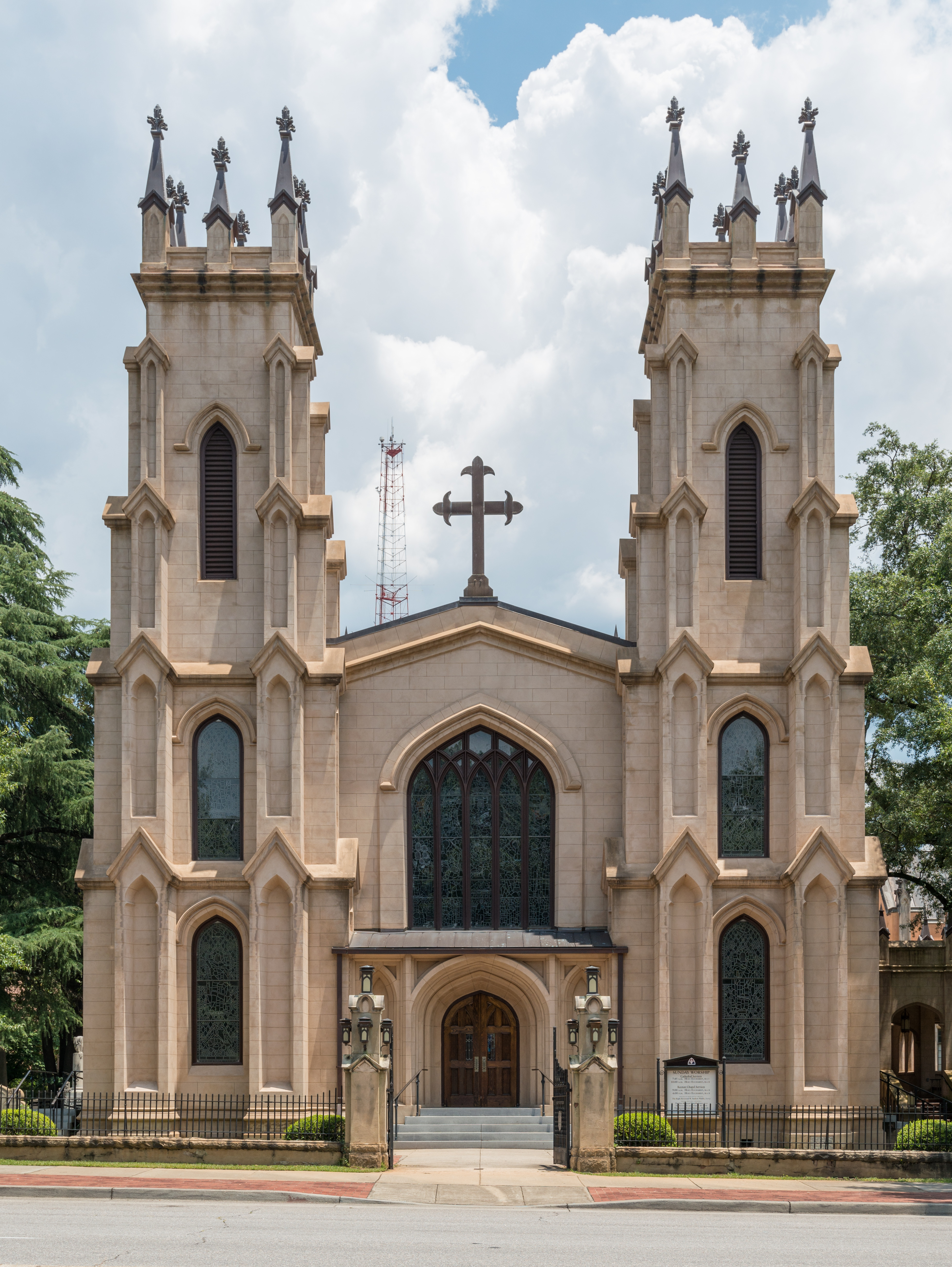
Westwerk Trinity Episcopal Church (2016)

Trinity Episcopal Church, heute auch als Trinity Episcopal Cathedral bezeichnet, ist die erste episkopale Kirche und das älteste noch bestehende Kirchengebäude überhaupt in Columbia in South Carolina, Vereinigte Staaten. Es ist eine neugotische Kirche, die nach dem Vorbild der York Minster in York, England von Edward Brickell White geplant wurde. Das Bauwerk wurde am 24. Februar 1971 dem National Register of Historic Places zugefügt.
Die Trinity Church befindet sich auf der östlichen Seite der Sumter Street zwischen Gervais und Senate Street in der Nähe zum South Carolina State House.

## Frühe Geschichte
Die Episcopal Diocese of South Carolina gründete 1810 die Society for the Advancement of Christianity in South Carolina. Diese schickte 1812 Reverend Fowler nach Columbia, um hier eine Gemeinde aufzubauen. Diese wurde am 8. August 1812 begründet. Bischof Theodore Dehon hielt am 13. Mai 1813 einen Gottesdienst im State House. Die Gemeinde wurde durch die South Carolina General Assembly als Episcopal Church in Columbia inkorporiert.
Die Regierung gab der presbyterianischen und der episkopalen Gemeinde vier Parzellen. Dies geschah unter der Bedingung, dass die Hälfte des Grundstückwertes an die Gemeinden der Baptisten und der Methodisten bezahlt werden muss, sodass diese Kirchen ihre Pfarrkirchen bauen konnten.
Die Grundsteinlegung für die neue Kirche fand am 7. März 1814 statt und die Trinity Church wurde durch Bischof Dehon am 14. Dezember desselben Jahres geweiht. Das hölzerne Kirchengebäude an der Südostecke von Sumter und Gervais Street hatte einen kreuzförmigen Grundriss. General Hampton stiftete 2000 US-Dollar und die Kirchenorgel.
Nachdem die Gemeinde vier Jahre ohne Geistlichen war, wurde Peter J. Shand von der Diözese als Laienprediger geschickt. Er wurde am 19. Januar 1834 zum Diakon ernannt und durch dendiedas Sakristei zur Führung der Kirche bestimmt. Er tat dies die nächsten 52 Jahre. Die Gemeinde wuchs, 1838 begann die Veranstaltung der Sonntagsschule für Afroamerikaner, 1839 wurde eine neue Orgel aufgestellt und 1844 nahm eine Schule für mittellose Studenten den Dienst auf.

## Architektur
Da die Kirche für die gewachsene Gemeinde nicht mehr ausreichte, wurde von Peter Shand am 26. November 1845 der Grundstein für einen Neubau gelegt. Dieser neugotische Bau wurde von Edward Brickell White geplant, der sich an dem mittelalterlichen Münster der Stadt York in England orientierte. Zwar sah der Bauplan einen kruzifixförmigen Grundriss vor, gebaut wurde jedoch nur das Kirchenschiff und der Zwillings-Kirchturm. Jeder der Türme verfügte über acht Fialen mit heraldischen Lilien. Das Backsteingebäude wurde verputzt. Die Türme und Außenmauern haben abgesetzte Strebewerke. Das Kirchenschiff verfügt über Obergaden, dies ist die einzigen solche Kirche in Columbia. Das Dach wird von freigestellten hölzernen Trägern gestützt. Bischof Gadsden weihte die Kirche am 14. Februar 1857.
Das Taufbecken wurde von John S. Preston gestiftet und von dem Bildhauer Hiram Powers gestaltet. Es wurde später der Church of the Nativity in Union geschenkt und durch eine weitere Stiftung der Preston-Familie ersetzt, die ebenfalls von Hiram Powers gehauen wurde.
Um das Jahr 1860 wurden in München gefertigte Buntglas-Fenster eingebaut. Unter der Aufsicht von Edward Brickell White wurden 1861 und 1862, also in der Anfangszeit der Konföderierten Staaten von Amerika die Querschiffe und eine Apsis hinzugefügt. Ein aus Buntglas gefertigtes Fenster zur Erinnerung an den langjährigen Pfarrer Peter Shand wurde 1890 im Altarraum eingebaut.

## Spätere Geschichte
Der örtlichen Überlieferung zufolge haben Gemeindemitglieder die episkopalen Symbole entfernt und durch Kreuze auf dem Dach aus Pappmaché ersetzt, bevor die Unionsarmee am 17. Februar 1865 in Columbia einmarschierte. Sie erhofften sich dadurch einen besseren Schutz für die Kirche, weil William T. Sherman Katholik war. Das Pfarrhaus fiel dem Brand von Columbia zum Opfer, die Kirche selbst überstand das Feuer. Allgemein brannten südlich der Gervais Street nur wenige Häuser ab. Eine Fotografie von 1862 zeigt jedenfalls ein großes Kreuz auf der Spitze des Giebels an der Vorderseite der Kirche.
Im Juni 1865 verlangte der Kommandeur der Unionsarmee in der Garnison Columbia von Reverend Shand unter Teilnahme eines Mitglieds seines Stabes am Gottesdienst ein öffentliches Gebet für den Präsidenten nach dem Book of Common Prayer. Die geschah zwar, als jedoch Shand mit dem Gebet begann, standen die Gottesdienstbesucher auf, ohne das Amen abzuwarten.
Die Diözese wurde 1922 geteilt. Die Trinity Church wurde der Episcopal Diocese of Upper South Carolina zugeschlagen und am 19. Januar 1922 zur Kathedrale der Diözese bestimmt.

## Kirchhof
Zu drei verschiedenen Zeitpunkten in der Geschichte der Gemeinde wurden Lebenseichen im Kirchhof gepflanzt. Die erste Eiche wurde nach dem Bau der ersten Kirche 1814 gepflanzt, die zweite im Jahr 1900 und die dritte 1925, als das Gemeindehaus fertiggestellt wurde. Der Kirchhof ist von einem gusseisernen Zaun umgeben.
Der Kirchhof ist Begräbnisort für eine Reihe namhafter Bürger South Carolinias, darunter die Generäle Wade Hampton I. und Peter Horry aus dem Unabhängigkeitskrieg, der Veteran aus dem Krieg von 1812 und Plantagenbesitzer Wade Hampton II., der Politiker Thomas Cooper, der Dichter Henry Timrod, der Senator William Preston und sechs Gouverneure des Bundesstaates South Carolina – Richard Irvine Manning, John Lawrence Manning, Wade Hampton III., Hugh Smith Thompson, Richard Irvine Manning III und James F. Byrnes sowie acht Bischöfe, unter ihnen Ellison Capers.